# Nguyễn Thị Định (Tài nhân)
Nguyễn Thị Định (chữ Hán: 阮氏定, 1883 – 29 tháng 5 năm 1971), phong hiệu Tài nhân (才人), là một thứ phi của vua Thành Thái và là mẹ của vua Duy Tân nhà Nguyễn trong lịch sử Việt Nam. Vua Duy Tân lên ngôi tôn bà làm Hoàng sinh mẫu (皇生母).

## Xuất thân
Thứ phi Nguyễn Thị Định sinh năm 1883 tại làng Kim Châu, phủ An Nhơn, tỉnh Bình Định. Cha của bà là ông Nguyễn Văn Phương, một nghệ nhân đúc đồng nổi tiếng khi đó. Vua Thành Thái biết tiếng nên đã cho vời ông Phương vào triều để đúc những món đồ thờ ở lăng tẩm.

## Nhập cung

### Thời Thành Thái
Năm đó bà Định 15 tuổi cũng theo cha mình ra Huế, được vua để ý và đưa vào nội cung, xếp vào bậc Tài nhân (才人).
Thành Thái năm thứ 12 (1900), Tài nhân Nguyễn Thị Định hạ sinh hoàng tử Vĩnh San, người sau này lên ngôi lấy hiệu là Duy Tân. Năm 1906, bà Tài nhân lại sinh hạ thêm một người con, là hoàng nữ Lương Nhàn, tục gọi là Mệ Cưỡi, con gái thứ 16 của Thành Thái. Hoàng nữ Lương Nhàn sau này thành hôn với Vương Quang Nhường, Tiến sĩ Luật đầu tiên của nước Việt thời đó. Trong thời gian lưu đày ở Réunion, bà Định mang thai rồi về nước sinh ra hoàng tử Vĩnh Hòe, con trai thứ 19 của Thành Thái. Vĩnh Hòe nhập ngũ, thăng tới bậc chuẩn úy, bị trúng độc mà mất vào năm 1953. 

### Thời Duy Tân
Năm 1907, vua Thành Thái bị phế truất, triều đình đưa hoàng tử Vĩnh San con trai bà Tài nhân Nguyễn Thị Định lên kế ngôi. Bà Định là mẹ đẻ của vua nên được tôn phong làm Hoàng sinh mẫu (皇生母), tục gọi là "Ngài Sanh". Nhân đó, Hoàng quý phi Nguyễn Gia Thị Anh là chính thất của Thành Thái cũng được tôn làm Hoàng đích mẫu (皇嫡母), tục gọi là "Ngài Đích". 
Tháng 8 (âm lịch) năm đó, vua Duy Tân cho đón cả hai bà về ở điện Dưỡng Tâm, mỗi tuần đến kính lễ hai lần vào thứ hai và thứ năm, lấy đó làm lệ thường. Hai bà tuy sống trong cùng khu vực cung Diên Thọ nhưng ở hai điện đối diện nhau qua một sân. Bà Đích mẫu là con của Nguyễn Thân, một cộng sự thân tín của quân Pháp, nên cũng rất được Pháp tin tưởng mà lên mặt, điều này khiến cho hai bà Đích - Sanh thường xảy ra xích mích. 
Tháng 9 cùng năm, chính phủ bảo hộ đưa phế đế Thành Thái vào Sài Gòn, xin bàn định cách xưng hô. Phủ Phụ chính nói rằng, Sài Gòn là nhượng địa do nước Pháp quản lý nên việc xưng hô tùy theo tục của Pháp, nếu ra Trung Bắc hai kỳ mà phải xưng hô đều tuân theo chiếu tấn tôn gọi là Hoàng phụ, Hoàng đích mẫu, Hoàng sinh mẫu, chờ về sau sẽ bàn lại mà thi hành. 
Tháng 12, vua Duy Tân cho đón hai bà hoàng mẫu về ở cung Ninh Thọ, vốn trước đây là cung thờ thần chủ của Từ Minh Huệ Hoàng hậu, mẹ vua Thành Thái. Trước đó, tháng 11 làm lễ tiểu tường (giỗ đầu) xong, vua cho đưa thần chủ của bà nội vào phụng thờ ở gian phải điện Long Ân (thuộc Lăng Dục Đức) rồi mới đón cả hai bà về ở. Sau ngày vua Duy Tân bị đưa đi an trí ở Réunion, danh hiệu Hoàng mẫu của hai bà cũng bị bỏ đi. 
Năm 1916, cũng như cha mình, với tư tưởng chống Pháp, vua Duy Tân bị phế ngôi và chịu cảnh lưu đày. Ngày 3 tháng 11 năm 1916, cha con vua Thành Thái và Duy Tân, cùng với gia quyến phải lên tàu đến đảo Réunion. Hoàng sinh mẫu Nguyễn Thị Định, hoàng nữ Lương Nhàn và Diệu phi Mai Thị Vàng (vợ vua Duy Tân) cũng theo hai vua đến đó. Nhưng do không hợp khí hậu nên bà Định cùng con gái và con dâu quay về nước không lâu sau đó. 

## Quay về cố hương
Năm 1942, bà Định mới trở về Bình Định thăm quê. Vua Bảo Đại yêu cầu cho Tổng đốc Bình Định đến tận làng Kim Châu để đón bà, chuẩn bị cờ võng ở hai trước sân ga. Hương lý trong làng đến chào, rồi mời bà lên võng. Bà Định nói: “Làng không nên đón rước tôi như thế nữa. Tôi cũng như những người con gái khác trong làng, có chồng xa về thăm cha mẹ”. Có người thưa rằng: “Thưa Hoàng sanh, bà ở cung chắc sướng lắm?”. Bà nói: “Sướng gì các ông. Nhà vua của Tây. Còn tôi là vợ và mẹ của vua bị đày, đâu có gì mà sướng”.
Đến mùa đông năm 1959, bà Định một lần nữa lại về quê nhà. Bà cho bán ruộng đất mà ông Phương cha bà để lại, lấy tiền đó cất lại từ đường để thờ ông bà, cha mẹ. Khoảng 3 năm sau, bà lại trở về quê một lần nữa.

## Qua đời
Hoàng sinh mẫu Nguyễn Thị Định mất ngày 29 tháng 5 năm 1971 tại Huế, được táng trong khuôn viên lăng Dục Đức cùng với hai ông hoàng Thành Thái và Duy Tân. Các bà Hoàng quý phi Nguyễn Gia Thị Anh và Khoan phi Hồ Thị Phương cũng được táng tại đây.